# Phaenicophilidae
Phaenicophilidae es una familia de aves paseriformes que agrupa a cuatro especies en tres géneros, que habitan en La Española e islas adyacentes, y que anteriormente se clasificaban en las familias Thraupidae y Parulidae.

## Taxonomía
Originalmente la familia se creó para clasificar únicamente a las dos especies del género Phaenicophilus. Se retomó cuando los estudios genéticos encontraron que varias especies clasificadas en Thraupidae (entre ellas los dos Phaenicophilus) y algunas de Parulidae no presentaban tanta cercanía genética con el resto de miembros de estas familias como entre sí, lo que determinó su inclusión en Phaenicophilidae. Las familias más próximas a Phaenicophilidae son Icteridae y Parulidae.
El grupo de tangaras caribeñas de los géneros Nesospingus, Spindalis y Calyptophilus hasta recientemente incluidos en la presente, fueron separados cada uno en su propia  familia monotípica, Nesospingidae, Spindalidae y Calyptophilidae respectivamente, como resultado de los estudios genético-moleculares  de Barker et al. (2013) y (2015) que sugieren que son lo suficientemente divergentes como para merecer su propia familia. Estos taxones son probablemente parientes cercanos uno al otro pero parecen haberse separado en un pasado distante, y probablemente son mejor tratados, de forma realista, como familias separadas.
Los recientes cambios taxonómicos ya fueron adoptados por el Congreso Ornitológico Internacional (IOC) y por Clements checklist v.2018.

## Lista sistemática de géneros y especies
Según las clasificaciones del IOC y Clements checklist, la familia agrupa a los siguientes géneros y especies con el respectivo nombre popular de acuerdo con la Sociedad Española de Ornitología (SEO):
| Imagen | Género / Autor                  | Especies / Nombres comunes                                                                                    |
| ------ | ------------------------------- | --- |
|        | Microligea Cory, 1884           | - Microligea palustris – reinita coliverde.                                                                   |
|        | Xenoligea Bond, 1967            | - Xenoligea montana – reinita montana.                                                                        |
|        | Phaenicophilus Strickland, 1851 | - Phaenicophilus palmarum – cuatro ojos coroninegro; - Phaenicophilus poliocephalus – cuatro ojos coronigrís. |